# Wólka Łęczeszycka (gromada)
Wólka Łęczeszycka – dawna gromada, czyli najmniejsza jednostka podziału terytorialnego Polskiej Rzeczypospolitej Ludowej w latach 1954–1972.
Gromady, z gromadzkimi radami narodowymi (GRN) jako organami władzy najniższego stopnia na wsi, funkcjonowały od reformy reorganizującej administrację wiejską przeprowadzonej jesienią 1954 do momentu ich zniesienia z dniem 1 stycznia 1973, tym samym wypierając organizację gminną w latach 1954–1972.
Gromadę Wólka Łęczeszycka z siedzibą GRN w Wólce Łęczeszyckiej utworzono – jako jedną z 8759 gromad – w powiecie grójeckim w woj. warszawskim, na mocy uchwały nr VI/10/5/54 WRN w Warszawie z dnia 5 października 1954. W skład jednostki weszły obszary dotychczasowych gromad Koziel, Łęczeszyce i Wólka Łęczeszycka oraz tereny dotychczasowej gromady Skowronki położone na południe od drogi Stara Wieś-Błędów ze zniesionej gminy Belsk a także obszar dotychczasowej gromady Kozietuły ze zniesionej gminy Błędów w tymże powiecie. Dla gromady ustalono 15 członków gromadzkiej rady narodowej.
29 lutego 1956 z gromady Wólka Łęczeszycka wyłączono część wsi Kozietuły Stare, stanowiącą enklawę we wsi Kozietuły Nowe w gromadzie Dylew, włączając ją do gromady Dylew w tymże powiecie.
31 grudnia 1959 1 stycznia 1960 z gromady Wólka Łęczeszycka wyłączono wieś Kozietuły, włączając ją do znoszonej gromady Dylew w tymże powiecie, po czym gromadę Wólka Łęczeszycka zniesiono a jej (pozostały) obszar włączono do gromady Belsk Duży tamże (wykreślone zmiany retroaktywnie uchylone uchwałami z 25 lutego 1960).